# Roland Hanna
Roland Pembroke Hanna (ur. 10 lutego 1932 w Detroit, zm. 11 listopada 2001 w Hackensack) – afroamerykański muzyk jazzowy, pianista, kompozytor i edukator.

## Życiorys
Naukę gry na fortepianie rozpoczął w dzieciństwie na prywatnych lekcjach u Josephine Love. Uczył się klasycznej pianistyki, ale wcześnie zainteresował się jazzem dzięki koledze – Tommy’emu Flanaganowi, późniejszemu słynnemu pianiście jazzowemu. Ukończył renomowaną Cass Technical High School, której absolwentami było wiele gwiazd jazzu. W latach 1950–1952 odbywał służbę w U.S. Army. W 1953 podjął studia w Eastman School of Music. Dwa lata później przeniósł się do Nowego Jorku i zapisał do Juilliard School, którą ukończył w 1960.
W latach 50. pracował z szeregiem luminarzy jazzu, takich jak „Król Swingu” – Benny Goodman i kontrabasista Charles Mingus. Swoją grą wzbudził uznanie w „branży” i wśród słuchaczy. Na początku następnej dekady uaktywnił się jako lider. Od 1963 do 1966 prowadził własne trio. W latach 1967–1974 był stałym członkiem The Thad Jones/Mel Lewis Orchestra. W tym czasie występował także w afrykańskiej Liberii na koncertach, których celem była zbiórka pieniędzy na edukację miejscowych dzieci. W uznaniu zasług prezydent Liberii William Tubman nadał mu w 1970 honorowe szlachectwo. Od tej pory często był przedstawiany jako „sir Roland Hanna”.
Po odejściu w 1974 z big-bandu Jonesa i Lewisa sformował razem z saksofonistą i flecistą Frankiem Wessem The New York Jazz Quartet. W tym czasie również dużo nagrywał zarówno jako lider, jak sideman. Przez większą część lat 80. ograniczył działalność, choć nadal bywał w studiach nagraniowych, grał na fortepianie i pisał muzykę. Skomponował m.in. utwór dla Sary Vaughan. Kompozycję Seasons wokalistka umieściła na wydanej w 1982 płycie Crazy and Mixed Up, w której nagraniu wziął udział. Na przełomie lat 80. i 90. należał do składów The Lincoln Center Jazz Orchestra oraz The Smithsonian Jazz Masterworks Orchestra (SJMO). W tym czasie swoje emploi poszerzył o muzykę poważną. Tworzył utwory kameralne i symfoniczne. Jego kompozycję Oasis, napisaną na fortepian i orkiestrę, wykonała w 1993 The Detroit Symphony Orchestra.
Przez wiele lat zajmował się również nauczaniem. Wykładał oraz prowadził różnorodne zajęcia na nowojorskich uczelniach – Aaron Copland School of Music i Queens College. Mieszkał w Teaneck w stanie New Jersey.
Po niemal pięćdziesięcioletniej karierze zmarł na zawał serca. Miał 70 lat.

### Małżeństwo i dzieci
Był żonaty z  Ramoną z d. Woodard. Miał z nią czworo dzieci – synów: Michaela i Christophera, oraz córki: Cheryl i Cheri. Małżonkowie byli ze sobą do końca życia Rolanda.

## Artyści, z którymi nagrywał
Pepper Adams, Gene Ammons, George Benson, Dee Dee Bridgewater, Ruth Brown, Kenny Burrell, Benny Carter, Eddie „Lockjaw” Davis, Richard Davis, Eddie Daniels, Mercer Ellington, Jon Faddis, Stéphane Grappelli, Jim Hall, John Handy, Jimmy Heath, Al Hibbler, Freddie Hubbard, Hubert Laws, Herbie Mann, Les McCann, Charles Mingus, Frank Morgan, Idris Muhammad, Ray Nance, Seldon Powell, Don Sebesky, Stanley Turrentine, Sarah Vaughan, Phil Woods

## Wybrana dyskografia

### Jako lider lub współlider
- 1959 Destry Rides Again (ATCO)
- 1960 The Piano of Roland Hanna – Easy to Love (ATCO)
- 1971 Child of Gemini (MPS Records)
- 1973
  - The New Heritage Keyboard Quartet (Blue Note)
  - Sir Elf (Choice)
- 1974
  - The Jazz Piano Quartet – Let it Happen (RCA)
  - Roland Hanna – Informal Solo (Hi-Fly)
  - 1 X 1 – Roland Hanna & George Mraz (Toho Records)
- 1975 
  - Perugia (Freedom)
  - Roland Hanna Trio (Salvation)
- 1976 George Mraz in Duet with Roland Hanna – Porgy & Bess (Trio Records)
- 1977 Roland Hanna Trio – Time for the Dancers (Progressive Records)
- 1978 Sir Elf Plus 1 (Choice)
- 1987 Richard Davis–Sir Roland Hanna–Frederick Waits – Persia My Dear (DIW)
- 1990 Walkin’ (Jazz Hour) – kompilacja
- 1991 Sir Roland Hanna – Duke Ellington Piano Solos (MusicMasters)
- 1993 Sir Roland Hanna Quartet – Plays Gershwin (LRC Ltd.)
- 1994 Dave Brubeck–Roland Hanna–Dick Hyman – Jazz Sonatas (Angel Records)
- 2001 Dream (Venus Records)
- 2002
  - Everything I Love (IPO)
  - Sir Roland Hanna–Carrie Fisher – I've Got a Right to Sing the Blues (IPO)
  - Last Concert – Sir Roland Hanna (What’s New Records)
- 2003 Sir Roland Hanna – Tributaries – Reflections on Tommy Flanagan (IPO)

The New York Jazz Quartet
- 1975 New York Jazz Quartet – In Concert In Japan (Salvation)
- 1977 Surge (Enja Records)
- 1978
  - Song of the Black Knight (Sonet)
  - Blues for Sarka (Enja)
- 1981 Oasis (Enja)
- 1982 The New York Jazz Quartet in Chicago (Bee Hive Records)

### Jako sideman
Z Ronem Carterem
- 1974 All Blues (CTI)
- 1975 Spanish Blue (CTI)
- 2001 Stardust (Somethin’ Else)

Z Michaelem Hanną
- 2004 Michael Hanna – Family & Friends (EMI)

Z Elvinem Jonesem
- 1965Dear John C. (Impulse! Records)
- 1979 Very R.A.R.E. (Trio)

Z Sonnym Stittem
- 1973 Mr. Bojangles (Cadet)
- 1974 Satan (Cadet)

Zestawienie wg dat wydania płyt